# Hedeskoga
Hedeskoga è un'area urbana della Svezia situata nel comune di Ystad, contea di Scania.
La popolazione rilevata nel censimento 2010 era di 282 abitanti .